# Édouard des Places
Pour les articles homonymes, voir Barbou.
Ne doit pas être confondu avec le R.P. jésuite Édouard des Places, professeur de philosophie grecque.
 (octobre 2022).
Si vous disposez d'ouvrages ou d'articles de référence ou si vous connaissez des sites web de qualité traitant du thème abordé ici, merci de compléter l'article en donnant les références utiles à sa vérifiabilité et en les liant à la section « Notes et références ».
Édouard Charles Barbou des Places, né le 20 janvier 1940 à Châteauroux et mort le 1er septembre 2019 à Châteauroux, est un homme politique français.

## Biographie
Il est président de la FDSEA de l'Indre en 1984. Il succède ensuite à son père comme maire de Vineuil en 1989 ; il le reste jusqu'en 2014. Entretemps, il préside, de 1995 à 2006, la Chambre départementale d'agriculture.
À l'élection présidentielle de 2012, il présente la candidature de Nicolas Dupont-Aignan.